# Dendrocitta
Dendrocitta és un gènere d'ocells de la família dels còrvids (Corvidae).

## Taxonomia
Segons la Classificació del Congrés Ornitològic Internacional (versió 14.2, 2024) aquest gènere està format per 7 espècies:
- Garsa arbòria vagabunda (Dendrocitta vagabunda Latham, 1870)
- Garsa arbòria de Sumatra (Dendrocitta occipitalis Müller, S, 1836)
- Garsa arbòria de Borneo (Dendrocitta cinerascens Sharpe, 1879)
- Garsa arbòria fumada (Dendrocitta formosae Swinhoe, 1863)
- Garsa arbòria ventreblanca (Dendrocitta leucogastra Gould, 1833)
- Garsa arbòria de collar (Dendrocitta frontalis Horsfield, 1840)
- Garsa arbòria de les Andaman (Dendrocitta bayleii Tytler, 1863)